# ピアノ協奏曲第6番 (モーツァルト)

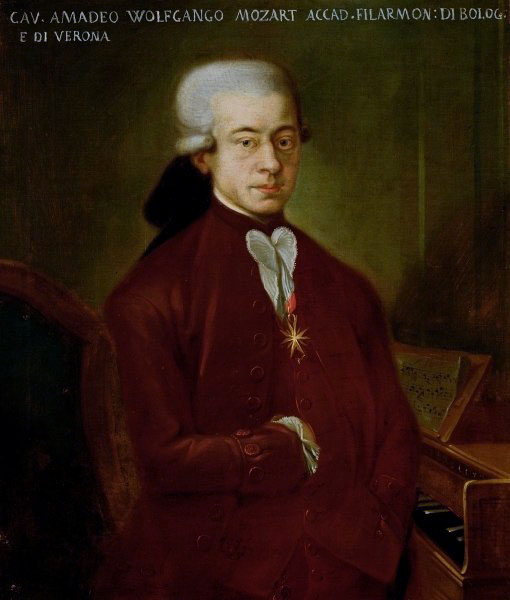
1777年のモーツァルト（ジョヴァンニ・マルティーニの依頼による）

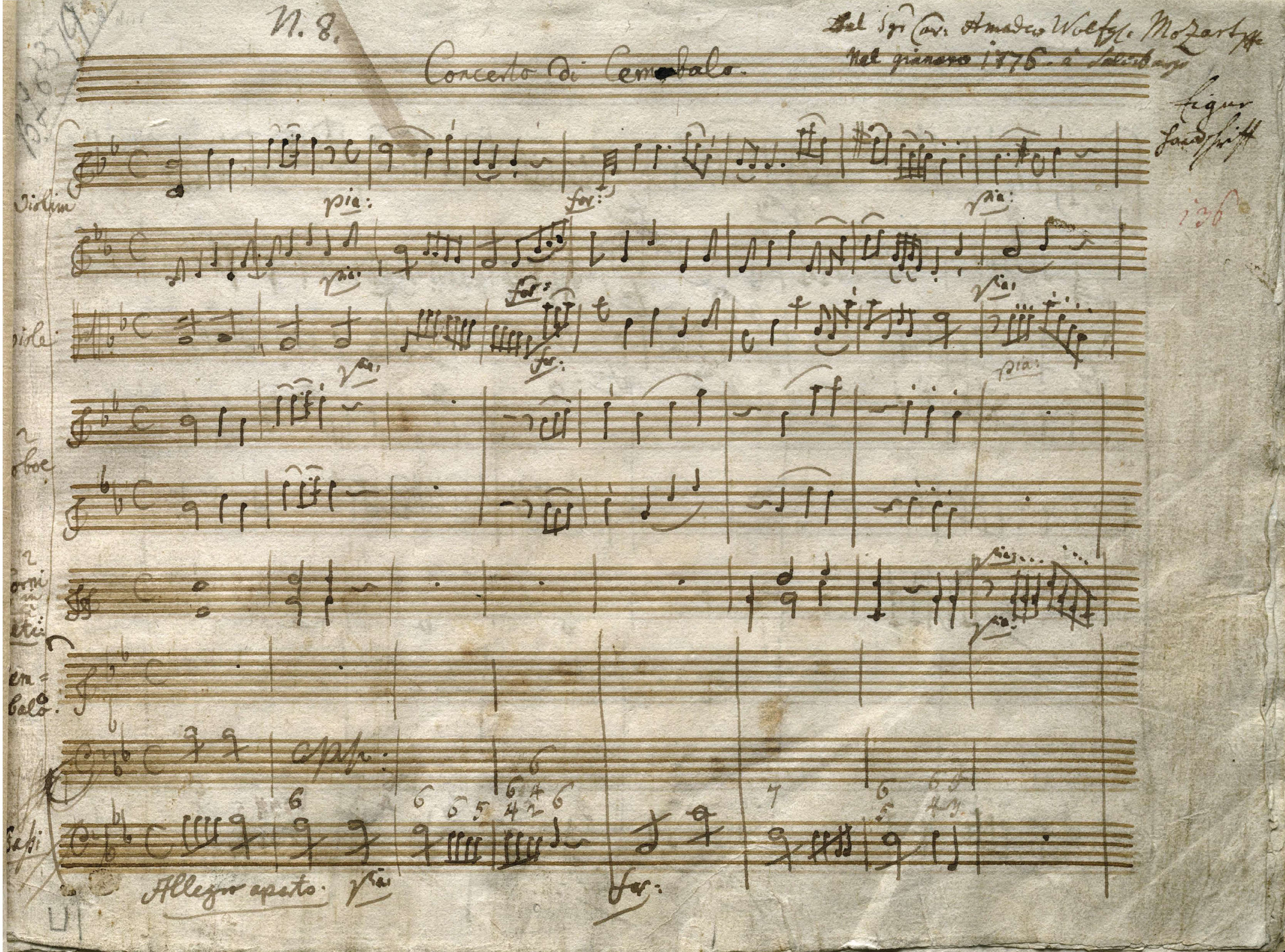
ピアノ協奏曲第6番の自筆譜

ピアノ協奏曲第6番 変ロ長調 K. 238 は、ヴォルフガング・アマデウス・モーツァルトが1776年に作曲したピアノ協奏曲。

## 概要
本作は第7番（3台のピアノのための協奏曲）『ロドロン』（K. 242）や第8番『リュッツォウ』（K. 246）と同時期に作曲され、前作（第5番）から約2年後の1776年1月にザルツブルクで作曲されているが、第7番や第8番がそれぞれアマチュアの演奏家のために作曲されたのに対して、本作はかなり難しい演奏技法を要求する部分があることから、おそらくは宮廷や同地のサロンでの伝統的な謝肉祭や四旬節の演奏会の際に、当時20歳のモーツァルトの輝かしい鍵盤の手腕を見せるための目的で作曲されたと考えられている。同じく熟達したピアニストだった姉のナンネルも、弟の協奏曲をザルツブルクの社交的な場所において演奏している。
1777年にモーツァルトは本作を演奏旅行に携えてゆき、アウクスブルクとマンハイムの演奏会で演奏した。はじめの2つの楽章のカデンツァと第3楽章のためのアインガング（リード・イン）は、モーツァルト自身が作曲したと考えられている。なお、カデンツァとアインガングはすべてレオポルト・モーツァルトによる手稿譜で伝えられている。また本作はモーツァルトの生前には出版されず、亡くなる翌年まで出版されなかった。
なお、ピアニストのアンジェラ・ヒューイットによれば、本作の初演はフォルテピアノではなくチェンバロで演奏されたのではないかと述べている。

## 楽器編成
独奏ピアノ、フルート2（第2楽章）、オーボエ2（第1・第3楽章）、ホルン2、弦五部。

## 曲の構成
全3楽章、演奏時間は約20分。本作のピアノパートは技巧的に高度に書かれており、また内容的には軽やかで明るく、ギャラント様式に沿ったものである。また、弦楽四重奏のみの伴奏でも演奏可能である。
- 第1楽章 アレグロ・アペルト
変ロ長調、4分の4拍子、ソナタ形式。
- 第2楽章 アンダンテ・ウン・ポコ・アダージョ
変ホ長調、4分の3拍子、展開部のないソナタ形式。
- 第3楽章 ロンドー：アレグロ
変ロ長調、2分の2拍子（アラ・ブレーヴェ）、ロンド形式。